# Minister voor Armoedebeleid, Participatie en Pensioenen
De minister voor Armoedebeleid, Participatie en Pensioenen was een Nederlandse minister zonder portefeuille die bij de formatie van het kabinet-Rutte IV is gecreëerd. De post viel onder het ministerie van Sociale Zaken en Werkgelegenheid en werd vanaf 10 januari 2022 tot 2 juli 2024 bekleed door Carola Schouten (ChristenUnie).
Het takenpakket van deze minister omvatte:
- Participatiewet
- Wajong
- Armoedebeleid en Schuldhulpverlening
- SW bedrijven die beschut werken
- Re-integratie
- Pensioenstelsel
- AOW
- ANW
- Corona: afhandeling Tijdelijke overbruggingsregeling zelfstandige ondernemers (TOZO) en Tijdelijke ondersteuning Noodzakelijke Kosten (TONK)
- Programma Werken aan Uitvoering (WAU)
- ESF
- SZW-domein Caribisch Nederland
- Ontwikkelingen en ondersteunen van de samenwerking in de SUWI-keten
- SVB en Inlichtingenbureau